# Рудолфо Валентино
Рудолфо Валентино или както е известен в САЩ Рудолф Валентино (на италиански: Rodolfo Valentino) е американски актьор от италиански произход и общопризнат секс-символ на нямото кино.

## Биография

### Детство
Валентино е роден като Рудолфо Алфонсо Рафаело Пиеро Филиберто Гулелми ди Валентина д`Антонгуола (на италиански: Rodolfo Alfonso Raffaello Pierre Filibert Guglielmi di Valentina d'Antonguolla), в Кастеланета, Пулия, Кралство Италия. Майка му, Мария Берта Габриеле (по баща Barbin; 1856 – 1919), е френцузойка, роден в Луре във Франш-Конте. Баща му Джовани Антонио Джузепе Филиберто Гулелми ди Валентина д`Антонгуола, е италианец; той е ветеринарен лекар, който е починал от малария, когато Валентино е на 11 години. Има по-голям брат Алберто (1892 – 1981), по-малка сестра Мария и по-голяма сестра Беатриче, която е починала в ранна детска възраст.
Като дете Валентино е разглезен и пакостлив. Майка му го глези, докато баща му не одобрява поведението му. Той не слуша в училище и в крайна сметка е записан в земеделско училище в Генуа, където получава степен.

### Младежки години
След безуспешния си опит да бъде приет във военната академия, Валентино завършва селскостопанска академия в Генуа, след което се отправя за Париж, където учи танци. Завръща се в Италия, но не може да намери работа и през 1913 г. решава да търси щастието си в Ню Йорк. Умението му да танцува и красивата му външност му пробиват път към Холивуд.
Ранна поп икона, секс символ на 20-те години, той е известен като „латински любовник“ или просто като „Валентино“.
Има любовни връзки с някои от водещите имена на нямото кино като Ала Назимова, Пола Негри, Уилма Банки и други.

### Смърт
На 5 август 1926 г. попада в болница заради перфорирана язва. Операцията е успешна, но Рудолфо умира от получения вследствие перитонит. Смъртта му предизвиква истерия сред многобройните му почитателки. Бенито Мусолини изпраща специален почетен караул.
Малко преди смъртта си кандидатства за американско гражданство.

## Филмография
Игрални филми
- 1914: My Official Wife
- 1916: The Quest of Life
- 1916: The Foolish Virgin
- 1916: Seventeen
- 1917: Alimony
- 1918: A Society Sensation
- 1918: All Night
- 1918: The Married Virgin
- 1919: The Delicious Little Devil
- 1919: The Big Little Person
- 1919: A Rogue’s Romance
- 1919: The Homebreaker
- 1919: Out of Luck
- 1919: Virtuous Sinners
- 1919: The Fog
- 1919: Nobody Home
- 1919: The Eyes of Youth
- 1920: Stolen Moments
- 1920: An Adventuress
- 1920: The Cheater
- 1920: Passion’s Playground
- 1920: Once to Every Woman
- 1920: The Wonderful Chance
- 1921: The Four Horsemen of the Apocalypse
- 1921: The Conquering Power
- 1921: Camille
- 1921: The Sheik
- 1922: Moran of the Lady Letty
- 1922: Beyond the Rocks
- 1922: Blood and Sand
- 1922: The Young Rajah
- 1924: Monsieur Beaucaire
- 1924: A Sainted Devil
- 1924: Cobra
- 1925: The Eagle
- 1926: The Son of the Sheik